# John Gotti
John Gotti (New York, 27 oktober 1940 – Springfield (Missouri), 10 juni 2002) was een Amerikaans misdadiger. Hij werd ook wel Teflon Don en Dapper Don genoemd.

## Loopbaan
Gotti maakte carrière binnen de gelederen van de misdadigersfamilie Gambino, een van de vijf New Yorkse maffiaorganisaties, als hoofdman van de afdeling luchthavenberovingen. Na bewezen diensten aan de familie en zichzelf, waaronder de liquidatie van zijn hoogste baas, werd hij de nieuwe baas.
Tijdens het opwerken in de familie heeft hij veel steun gehad aan zijn mentor, onderbaas Aniello Dellacroce (Neil). Toen er een groot geschil was ontstaan tussen John en een van de andere "soldaten" uit de familie Gambino, heeft Neil hem ternauwernood kunnen beschermen. Toen Carlo Gambino overleed en op zijn sterfbed "Mr Neil" passeerde als opvolger ten gunste van zijn zwager Paul Castellano, ging John Gotti over de rooie. Maar Mr. Neil wist hem te kalmeren en te zorgen dat hij zijn hoofd koel hield.
Toen Mr. Neil uiteindelijk na een ziekbed in 1985 overleed, begon John zijn plannen uit te werken om zelf de baas van de familie Gambino te worden. Gesteund door vele Gambinoleden wist hij een crew op te zetten om op 16 december 1985 Castellano te laten vermoorden samen met zijn onderbaas. Dit gebeurde voor Sparks Steak House in Manhattan.
Daarna werd John Gotti officieel gekozen als baas en werd Salvatore Gravano zijn onderbaas.
De naam Teflon Don had hij te danken aan de vele overwinningen die hij behaalde in de rechtszaal. Altijd trokken op het laatste moment eventuele getuigen hun verhaal terug. In de rechtszaal werd hij altijd bijgestaan door Bruce Cutler (die later nog een filmrol als zichzelf verkreeg in 15 Minutes), behalve bij zijn uiteindelijke veroordeling. Voor die rechtszaak werd besloten dat Bruce hem niet mocht verdedigen. In combinatie met het overlopen van zijn secondant, onderbaas Salvatore Gravano, naar het openbaar ministerie zorgde dit ervoor dat hij in 1992 met behulp van de RICO-wetgeving tot levenslang, zonder kans op vervroegde vrijlating, veroordeeld werd. Hij moest 23 uur per dag op zijn cel doorbrengen. In 2002 overleed John Gotti aan keelkanker.

## Films
- Getting Gotti – Gespeeld door Anthony John Denison (1994)
- Gotti – Gespeeld door Armand Assante (1996)
- Witness to the Mob – Gespeeld door Tom Sizemore (1998)
- Gotti – Gespeeld door John Travolta (2017)